# 安善駅
安善駅（あんぜんえき）は、神奈川県横浜市鶴見区安善町一丁目にある、東日本旅客鉄道（JR東日本）・日本貨物鉄道（JR貨物）鶴見線の駅。横浜市で最も東に位置する駅である。駅番号はJI 06。

## 概要
当駅は路線名称上では鶴見線本線のみの駅であるが、1996年（平成8年）3月に隣の武蔵白石駅から分岐する大川支線の車両を更新する際に武蔵白石駅大川支線ホームが撤去されたため、大川支線列車は当駅で本線から分岐することになった。そのため、運行上では当駅が本線と大川支線の分岐駅となっている。なお大川支線列車は全て本線に乗入れて鶴見駅発着で運行される。
大川支線の正式な起点は2020年現在も武蔵白石駅であるため、武蔵白石駅以遠（浜川崎駅方面）と大川駅の間の運賃計算においては当駅 - 武蔵白石駅間は含めないで計算する。
JRの特定都区市内制度における「横浜市内」の駅である。

## 歴史
- 1926年（大正15年）
  - 3月10日：鶴見臨港鉄道線浜川崎駅 - 弁天橋駅間開通時に、安善町駅（貨物駅）が開設。
  - 4月10日：貨物支線（石油支線）が石油駅（後の浜安善駅）まで開通[1]。
- 1930年（昭和5年）10月28日：石油支線の分岐点に、安善通駅（旅客駅）が開設[1]。
- 1943年（昭和18年）7月1日：鶴見臨港鉄道が国有化、鉄道省鶴見線の駅となる[1]。同時に安善通駅を安善駅に改称し[1]安善町駅を併合、貨物取扱開始。
- 1971年（昭和46年）3月1日：無人駅化[1][2]。自動券売機を設置[3]。
- 1986年（昭和61年）11月1日：浜安善駅間までの貨物支線が廃止され[1]、当駅の構内側線となる。
- 1987年（昭和62年）4月1日：国鉄分割民営化によりJR東日本・JR貨物の駅となる[1]。
- 1996年（平成8年）3月16日：本線と大川支線の運行上の分岐駅が武蔵白石駅から当駅に変更される。
- 2002年（平成14年）3月22日：ICカードSuica供用開始[4]。
- 2022年（令和4年）2月28日：自動券売機の営業を終了[5]。

### 駅名の由来
安田財閥創業者であり、鶴見線の前身である鶴見臨港鉄道を資金面等で支援した安田善次郎に因んで付けられた。

## 駅構造
島式ホーム1面2線を有する地上駅である。木造駅舎を備える。駅舎側からのりばは順番に1、2番線となっており、ホームと駅舎との間は構内踏切で連絡している。無人駅で簡易Suica改札機設置駅。トイレは一時期撤去されていたが、2015年に新しく設置された。貨車入換作業用の側線が数本あり、構内は広い。

### のりば
| 番線 | 路線   | 方向 | 行先                   |
| ---- | ------ | ---- | ---------------------- |
| 1    | 鶴見線 | 下り | 浜川崎・大川・扇町方面 |
| 2    | 鶴見線 | 上り | 浅野・鶴見方面         |

（出典：JR東日本:駅構内図）

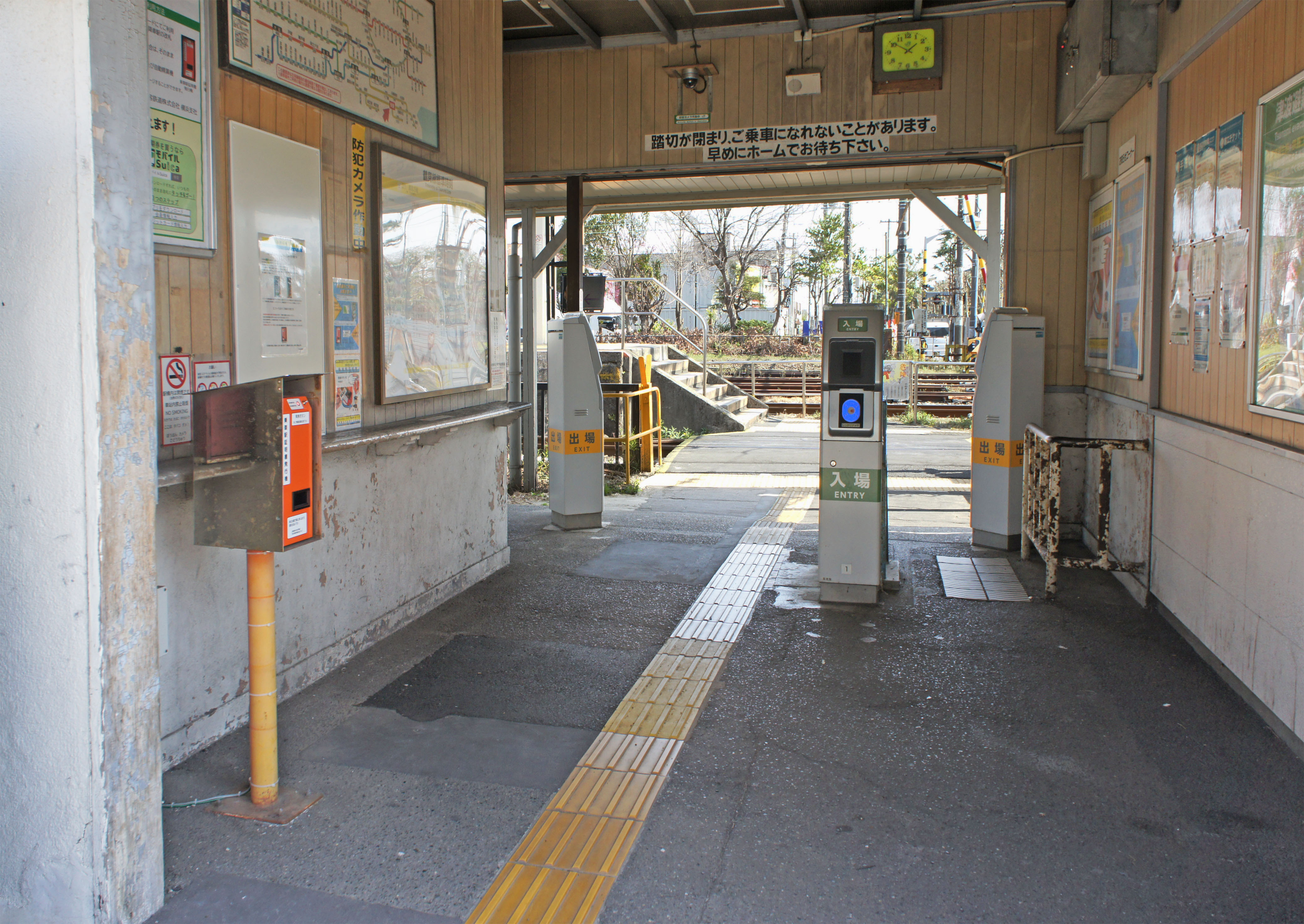
改札口（2022年4月）
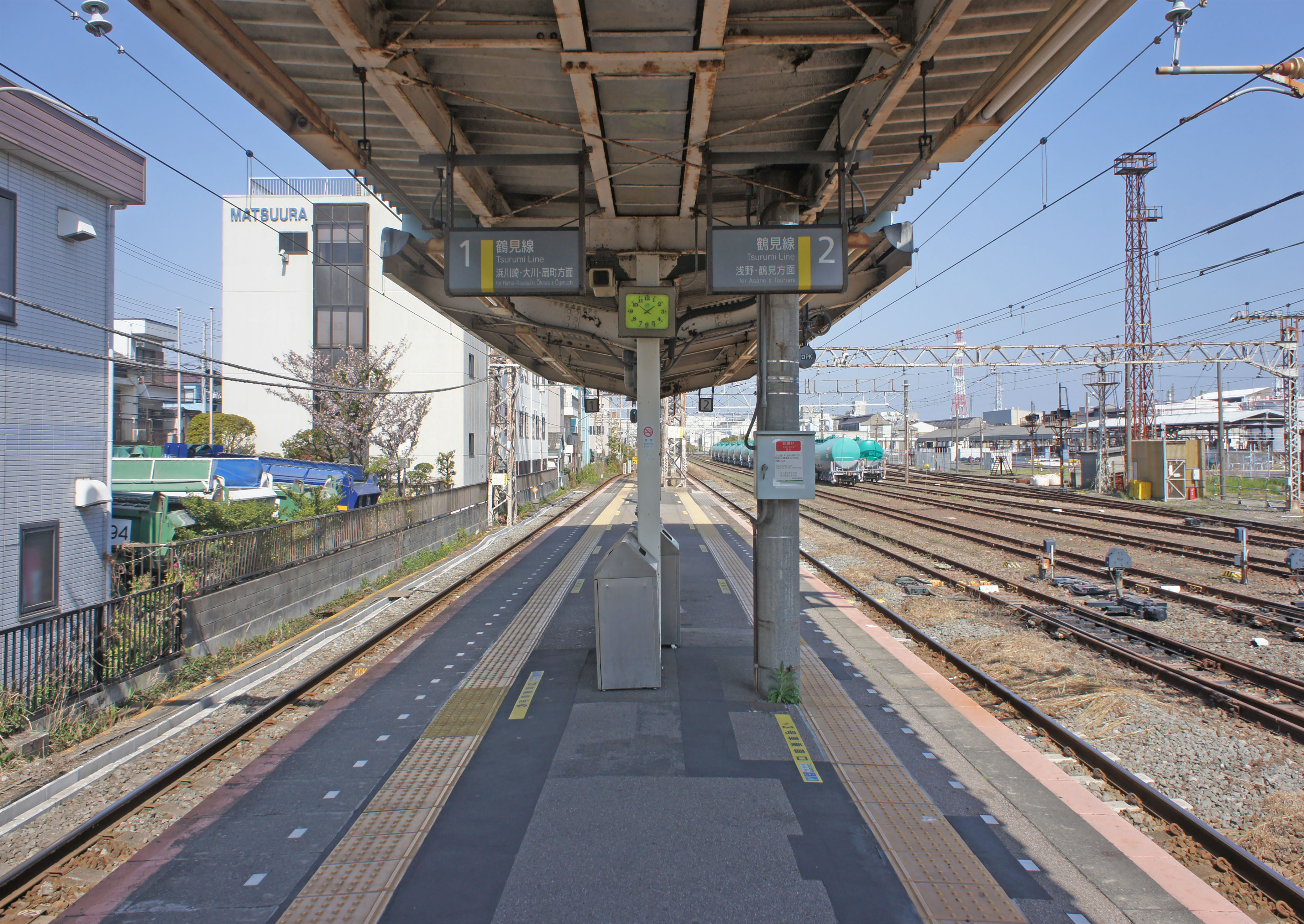
ホーム（2022年4月）
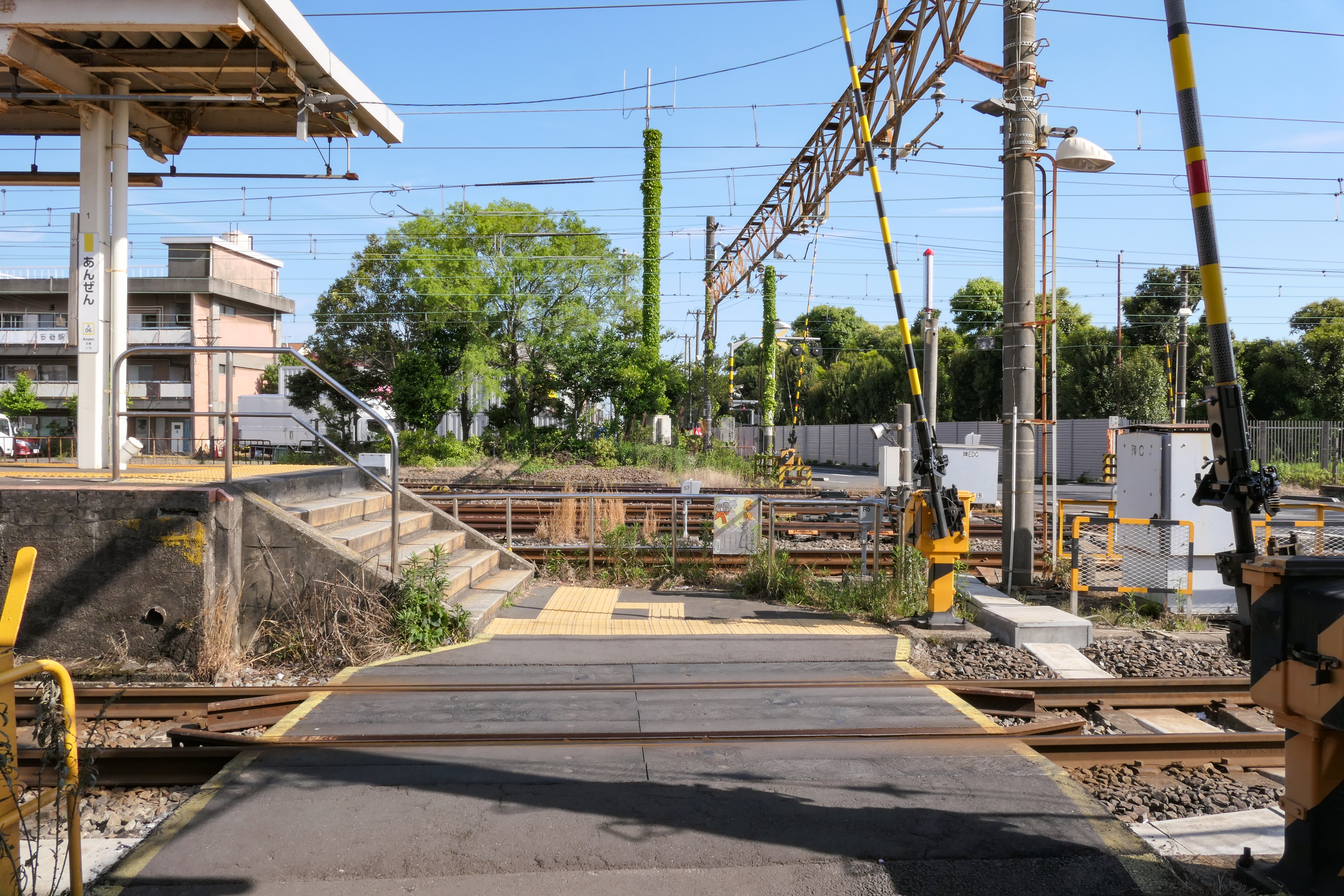
構内踏切（2023年5月）

### 貨物取扱・専用線

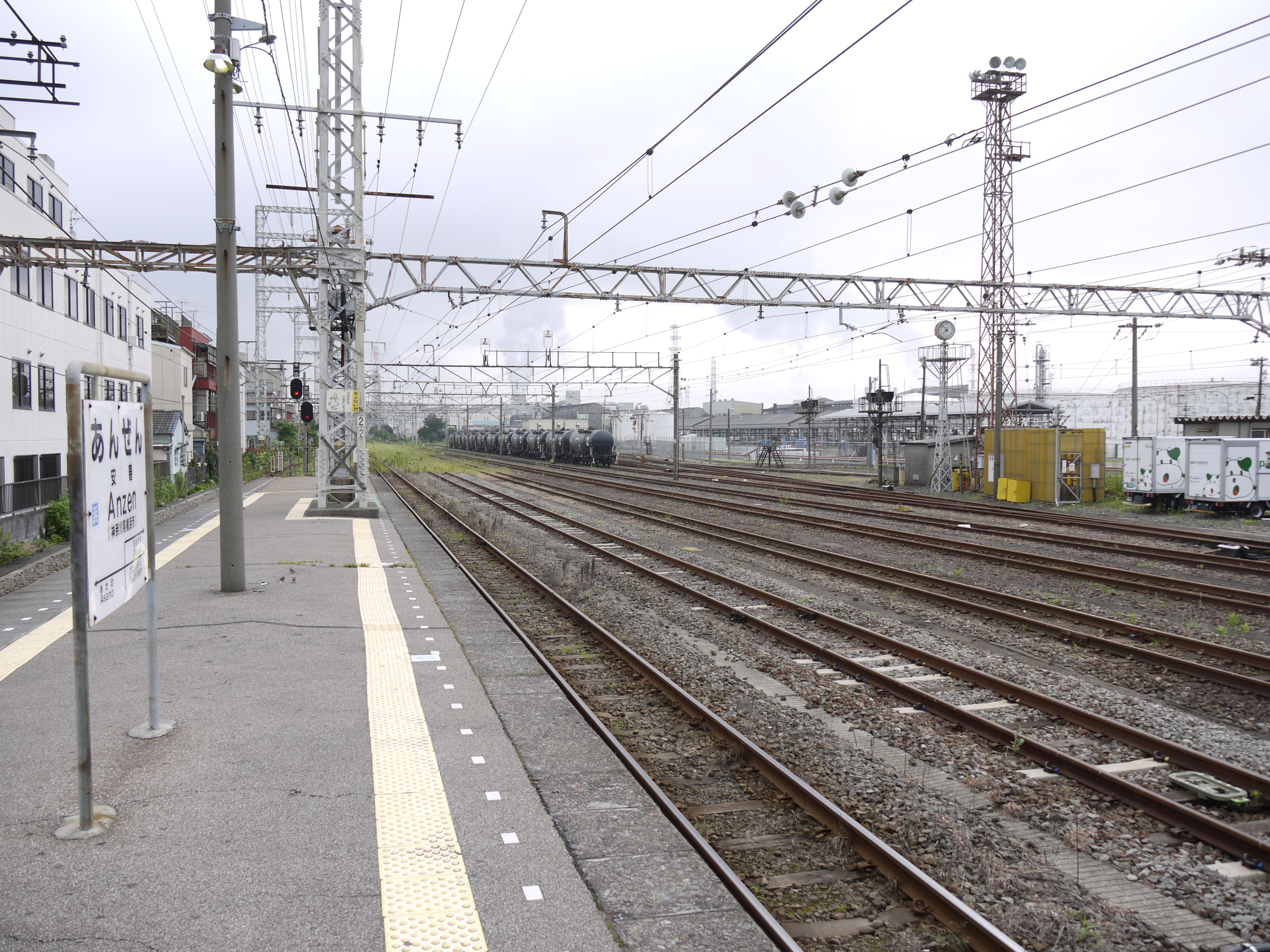
貨物取扱・専用線（ホーム横 一番手前は鶴見線の線路）（2009年8月）

当駅では、専用線発着車扱貨物を取り扱っている。
旧・浜安善駅へ続く側線があり、この側線から、当駅に隣接する在日米軍鶴見貯油施設エリアIIへ続く専用線と、旧・浜安善駅付近にあるエリアIへ続く専用線がそれぞれ分岐している。専用線は航空機のジェット燃料輸送に使用されており、横田基地近くの青梅線拝島駅まで燃料を輸送するタンク列車（通称「米タン」）が運行されている。
1980年代まで、かつて駅西側に存在した東京瓦斯鶴見工場へ専用線が続き都市ガス（石炭ガス）製造用の石炭輸送に使用されていた。また隣駅の武蔵白石駅が旅客駅である関係から、同駅周辺にある日本鋳造工場や富士電機システムズ川崎工場へ続く専用線も、当駅分岐扱いとなっていた。
旧・浜安善駅から分岐しエクソンモービル潤滑油工場へ続く専用線も2002年頃まで存在し、清水駅から潤滑油が輸送されていた。

## 利用状況

### 旅客
2008年度の1日平均乗車人員は1,625人である。無人駅のため、2009年度以降の乗車人員は公表していない。
近年の1日平均乗車人員推移は以下の通り。
| 年度               | 1日平均 乗車人員 |
| ------------------ | ---------------- |
| 1991年（平成03年） | 1,645            |
| 1992年（平成04年） | 1,664            |
| 1993年（平成05年） | 1,663            |
| 1994年（平成06年） | 1,617            |
| 1995年（平成07年） | 1,545            |
| 1996年（平成08年） | 1,527            |
| 1997年（平成09年） | 1,313            |
| 1998年（平成10年） | 1,199            |
| 1999年（平成11年） | 1,140            |
| 2000年（平成12年） | 1,112            |
| 2001年（平成13年） | 1,024            |
| 2002年（平成14年） | 1,009            |
| 2003年（平成15年） | 976              |
| 2004年（平成16年） | 771              |
| 2005年（平成17年） | 812              |
| 2006年（平成18年） | 955              |
| 2007年（平成19年） | 1,132            |
| 2008年（平成20年） | 1,625            |

### 貨物
近年の年間発着トン数は下記の通り。
| 年度   | 年間貨物取扱量 | 年間貨物取扱量 |
| 年度   | 発送（トン）   | 到着（トン）   |
| ------ | -------------- | -------------- |
| 1998年 | 137,456        | 26,576         |
| 1999年 | 129,196        | 24,696         |
| 2000年 | 133,286        | 22,324         |
| 2001年 | 73,030         | 9,518          |
| 2002年 | 76,930         | 8,748          |
| 2003年 | 105,160        | 12,040         |
| 2004年 | 93,056         | 10,448         |
| 2005年 | 95,418         | 10,864         |
| 2006年 | 78,200         | 8,944          |
| 2007年 | 64,616         | 7,280          |
| 2008年 | 62,981         | 9,684          |
| 2009年 | 55,838         | 11,768         |
| 2010年 | 41,235         | 8,432          |
| 2011年 | 46,391         | 9,236          |
| 2012年 | 38,203         | 7,212          |
| 2013年 | 46,088         | 8,600          |
| 2014年 | 69,136         | 13,208         |

## 駅周辺
- 神奈川県立東部総合職業技術校（愛称は「かなテクカレッジ」、2008年4月開校・旧神奈川県立寛政高等学校跡地）
- 横浜市立寛政中学校
- 東京ガス鶴見事業所 - ガス工事資材流通倉庫
- アメリカ海軍鶴見貯油施設
- ヤマト運輸神奈川ベース店
- 横浜大東郵便局
- 横浜市営バス「安善駅前」停留所

## その他
一時期、安善駅の「あんぜん」→「安全」に因み、若者を中心に切符が大量に売れたことがある。

## 隣の駅
東日本旅客鉄道（JR東日本）
 鶴見線（本線）
浅野駅 (JI 05) - 安善駅 (JI 06) - 武蔵白石駅 (JI 07)
 鶴見線（大川支線）
安善駅 (JI 06) - （※） - 大川駅 (JI 61)
※：運賃計算上は武蔵白石駅を経由する。